# Morro Solar
Morro Solar är å ena sidan en udde som utgörs av ett berg, å andra sidan den bergsgrupp som udden ingår i som ligger i distriktet Chorrillos, i Perus huvudstad Lima. På udden, som främst är ett obebyggt naturområde, finns ett monument över den okända soldaten, en staty över nationalhjälten Miguel Iglesias, Morro Solars planetarium, Kristus från Stilla havet och Påvens kors. Detta kors uppfördes i samband med ett besök av Johannes Paulus II. Högsta punkten är Marcavilca-kullen.

## Historik
Platsen hette ursprungligen ’’Del Solar’’, eftersom platsen gavs till encomendero Antonio del Solar i vicekungadömet.
Morro Solar var platsen för slaget vid Chorrillos, i det så kallade salpeterkriget mellan Peru, Bolivia och Chile. På platsen har gjorts fynd av uniformer och vapen från de soldater, från båda sidor, som deltog i slaget.
Vissa platser i anslutning till Morro Solar har varit föremål för kontroverser mellan historiker som försvarar platsen som ett minne för att hedra försvararna av Lima och exploateringsföretag som har sett affärsmöjligheter i den outnyttjade marken. En medborgargrupp har också bildats för att försvara området.
Området som är skyddsklassat ’’patrimonio histórico e intangible’’. År 2015 befolkades området av minst 150 familjer, vilket föranledde insatser av Ministerio de Cultura, Municipalidad de Chorrillos och Policía Nacional.
Under 2019 hölls mountainbiketävlingar under Juegos Panamericanos Lima 2019 på Circuit Morro Solar som ligger vid Regatas Club.